# Paralovricia beroni
Paralovricia beroni (лат.) — вид мелких пещерных жуков из семейства Carabidae. Эндемик Болгарии.

## Распространение
Болгария, две пещеры в западных Родопах. Голотип (самец) найден в пещере Kraypatnata (около Smilyan Village, Smolyan Municipality; 41,5123° N; 24,7600° E, 780 m, 11.VII.1997, Boyan Petrov). Паратип (самка) найден в пещере Snezhanka (около Peshtera Town, Peshtera Municipality; 42,0092° N; 24,2720° E, 860 m, 17.VI.2005, Petar Beron & Pavel Stoev).

## Этимология
Вид назван в честь болгарского биоспелеолога Петара Берона (Dr. Petar Beron), бывшего директора Национального музея естественной истории (София) и бывшего вице-спикера Парламента Болгарии.

## Описание
Мелкие жужелицы (длина тела 1,80—2,19 мм) красновато-рыжего цвета. Последние членики нижнечелюстных щупиков очень длинные и узкие, базальные углы пронотума без щетинок. Голова относительно крупная, наличник отделен от лба поперечным вдавлением, с двумя парами длинных тонких щетинок. Новый вид и род выделены в новую подтрибу Lovriciina, в которую также включены роды Lovricia Pretner, 1979, Neolovricia Lakota, Jalžić & Moravec, 2009. Все они принадлежат трибе жужелиц Bembidiini (Trechinae sensu Lorenz, 2005) и близки к подтрибе Anillina.